# Flandria (region)

     Belgijska część Flandrii w granicach Regionu Flamandzkiego

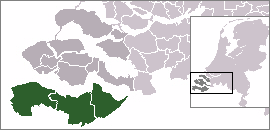
     Niderlandzka część Flandrii

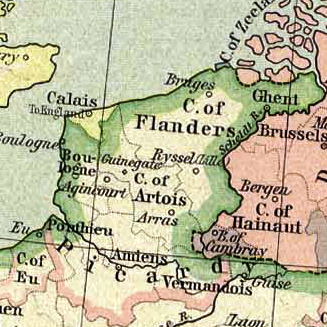
Hrabstwo Flandrii w 1477

Flandria (nld. Vlaanderen, fr. Flandre, niem. Flandern) – kraina historyczno-geograficzna położona na terenach Belgii, Francji i Niderlandów wzdłuż wybrzeża Morza Północnego.
Obejmuje terytoria dawnego Hrabstwa Flandrii, ale jej granice mogą być przy tym różnie określane, niekoniecznie jako prosta kontynuacja dawnego hrabstwa. Niekiedy, zwłaszcza w Belgii, termin „Flandria” używany jest na określenie wszystkich ziem zamieszkiwanych przez Flamandów i objętych zasięgiem języka flamandzkiego czy też jako określenie Regionu Flamandzkiego, jednostki federalnej Belgii, a nie jedynie terytorialno-kulturowej kontynuacji samego hrabstwa Flandrii.
Flandria zamieszkana jest głównie przez Flamandów, posługujących się językiem niderlandzkim i jego odmianą, językiem flamandzkim. Część obszaru dawnego Hrabstwa Flandrii jest jednak francuskojęzyczna.

## Historia
Od starożytności zasiedlona przez plemiona Celtów, następnie część imperium rzymskiego. Począwszy od III wieku zasiedlana przez plemiona germańskie, głównie Franków i Fryzów. W VIII wieku znalazła się w państwie Karola Wielkiego, następnie po jego rozpadzie stanowiła lenno Francji. W okresie od XII do XV wieku n.e. była najbogatszą i najgęściej zaludnioną częścią Europy oraz największym ośrodkiem gospodarczym kontynentu. Mieszkańcy regionu zajmowali się tkactwem, handlem i produkcją sukienniczą. Wśród jego najważniejszych ośrodków gospodarczych była Brugia, określana w literaturze historycznej mianem kolebki europejskiego kapitalizmu. W 1204 roku hrabia Flandrii, Baldwin IX został władcą Cesarstwa Łacińskiego w Konstantynopolu (jako Baldwin I). Rycerstwo flandryjskie licznie brało udział w wyprawach krzyżowych. W latach 1301–1320 toczyła się wojna w obronie niezależności regionu, który usiłowali włączyć do swojego władztwa królowie francuscy. W wyniku tej wojny jedynie część Flandrii znalazła się w granicach francuskich.
Od XV wieku rozpoczął się we Flandrii renesans, kraj stał się centrum rozwoju malarstwa, działali tu m.in. Jan van Eyck i Rogier van der Weyden. Spór o dominację nad regionem był jedną z przyczyn wybuchu pomiędzy Anglią i Francją wojny stuletniej. Po śmierci Karola Śmiałego w 1477 roku, dzięki małżeństwu z jego córką Marią, władzę nad prowincją objął arcyksiążę habsburski Maksymilian. W 1556 Flandria przeszła pod rządy hiszpańskiej linii Habsburgów. W czasie wojny o niepodległość Niderlandów, toczonej w latach 1566–1581, Flandrię podzielono na katolicką część południową, która przystąpiła do unii w Arras w 1579 i protestancką część północną, która przystąpiła do unii utrechckiej. Od roku 1714, po pokoju w Rastatt znalazła się w rękach Habsburgów austriackich, w 1794 zajęta przez Francję, która utworzyła na jej terenie Republikę Batawską. Pomiędzy 1814 i 1830 wchodziła w skład Królestwa Zjednoczonych Niderlandów, zaś od 1830 istnieje obecny podział pomiędzy Belgię, Francję i Niderlandy. Podczas I wojny światowej stanowiła teren walk między wojskami niemieckimi i państwami Ententy.